# Fernmeldeaufklärungszentrale Süd
Die Fernmeldeaufklärungszentrale Süd (FmAufklZentr Süd) ist eine am 1. April 2023 aufgestellte militärische Dienststelle der Bundeswehr der Teilstreitkraft Cyber- und Informationsraum. Standort ist Daun in der Heinrich-Hertz-Kaserne. Sie untersteht dem ebenfalls in Daun stationierten Kommando Aufklärung und Wirkung. Die Zentrale beschäftigt ca. 400 Soldaten und zivile Angehörige der Bundeswehr.

## Auftrag
Die Fernmeldeaufklärungszentrale Süd hat den Auftrag der ortsfesten signalerfassenden Aufklärung, indem sie elektromagnetische Ausstrahlungen erfasst.

## Aufklärungsanlagen

### Antennenfeld „ANTERRA“

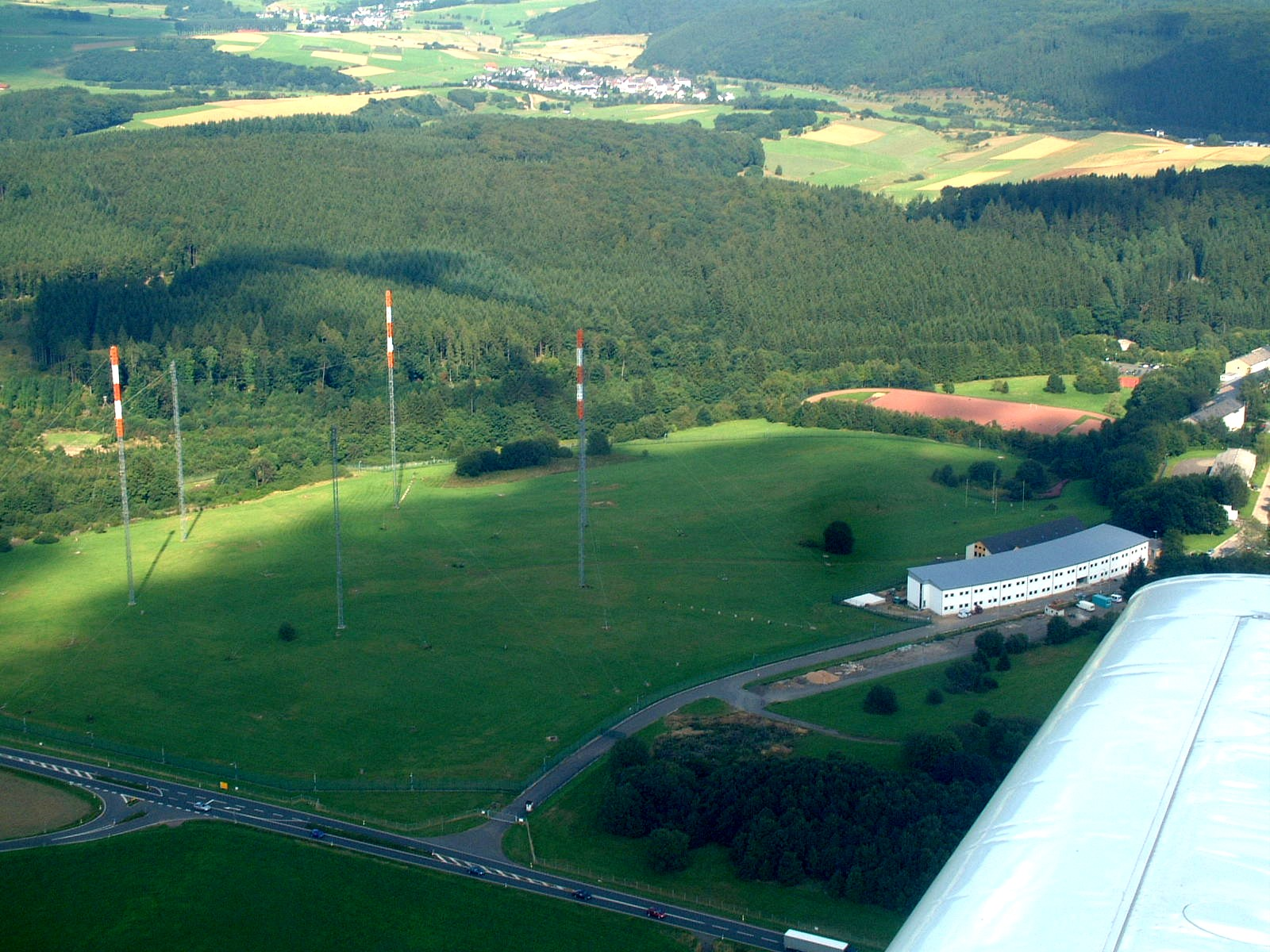
Luftbild des Antennenfeldes der Heinrich-Hertz-Kaserne in Daun

Seit 1965 wird aus der Heinrich-Hertz-Kaserne von den Vorgängern der heutigen Fernmeldeaufklärungszentrale ortsfeste fernmeldeelektronische Aufklärung betrieben. Heute dient dazu das Antennenfeld ANTERRA.

## Geschichte
Die Fernmeldeaufklärungszentrale Süd wurde im Zuge der Reform des Organisationsbereichs Cyber- und Informationsraum CIR 2.0 aufgestellt. Dabei wurden die ortsfesten und mobilen Anteile der fernmeldeelektronischen Aufklärung organisatorisch getrennt. Die ortsfesten Anteile wurden aus den Bataillonen Elektronische Kampfführung 931 in Daun und 911 in Stadum ausgegliedert und in die neuen Fernmeldeaufklärungszentralen Nord bzw. Süd überführt.

## Dienststellenleiter
| Nr. | Dienstgrad     | Name         | Beginn der Berufung | Ende der Berufung |
| --- | -------------- | ------------ | ------------------- | ----------------- |
| 1   | Oberstleutnant | Rafael Intek | 1. Apr. 2023        | –                 |